# Marcela Mar
Marcela Gardeazabal Martínez, nổi tiếng hơn với nghệ danh Marcela Mar (sinh ngày 16 tháng 3 năm 1979) là một nữ diễn viên người Colombia.

## Tiểu sử
Cô sinh ra ở Bogotá, Colombia và bắt đầu học tại nhà hát ở tuổi lên 8 khi cha mẹ cô đăng ký cho cô theo học tại Teatro Nacional de Bogotá. Cô là diễn viên đã gây được sự chú ý từ khán giả trong các telenovela với các vai diễn Sin límites, Todos quieren con Marilyn, và Pedro el escamoso. Cô đã đi lưu diễn quốc tế với vở kịch Dos Hermanas và tham gia các lễ hội quốc tế ở Bogotá và Manizales. Cô đóng vai chính trong telenovela Pura sangre năm 2007 với vai diễn Florencia Lagos, và năm 2009 cô đóng vai chính Marcela Liévano trong bộ phim truyền hình El capo. Năm 2011, cô đóng vai Lucía Garfunkel trong bộ phim truyền hình Mentes en Shock. Cô hiện đang đóng vai Doris, một nhân vật phản diện cùng với Aarón Díaz và Lola Ponce, trong phim El Talismán.
Cô ra mắt vào năm 2007 với bộ phim Satanas, đóng vai nữ chính. Cùng năm đó, cô cũng là diễn viên trong bộ phim Love in the Time of Cholera. Sau những bộ phim này, cô quyết định đi theo họ Mar, vì cô cảm thấy dễ phát âm hơn so với Gardeazabal. Mar xuất hiện trong bộ phim năm 2016, có tên là Abducted, với vai nhân vật phản diện Maria Jimenez.

## Đời tư
Cô đã có mối quan hệ tình cảm với nam diễn viên khác và Gregorio Pernia, người mà cô sống chung trong 5 năm cho đến khi họ chia tay và có con trai, Emiliano.

## Telenovela tham gia
- El Chapo de Sinaloa (2018) - Berta
- Manual Para Ser Feliz (2014)
- El Talismán (2012) - Doris de Negrete (Univision/Venevision)
- Infiltrados Canal Caracol
- Mujeres asesinas (Colombia) (2012) - Celeste, la sometida
- Mentes en Shock (2011) - Lucía Garfunkel
- Operación Jaque (2010) - Ingrid Betancourt
- El capo (2009–nay) - Marcela Liévano
- Pura sangre (2007) - Florencia Lagos.
- Reinas (2005) - Wendy.
- Todos quieren con Marilyn (2004) - Brigitte.
- Pedro el escamoso (2001) - Mayerli Pacheco
- Marido y Mujer (1999) - Daniela Ibáñez.
- Sin límites (1998) - María Mercedes "Mechas"
- Esperame al final (1992)

## Sự nghiệp diễn xuất
Kịch
- Abducted: The Jocelyn Shaker Story (2016) - Maria
- Cambio de Ruta (2014) - Victoria
- La cara oculta (2011) - Verónica.
- Love in the Time of Cholera - América Vicuña.
- Satanas (2007) - Paola.
- Tres hombres tres mujeres (2003) - Consuelo.
- El angel del accordion(2008)
- Dos Hermanas (2006).
- Carta de una Desconocida (2005–2006).
- Las Bella y Las Bestias (2003).
- Teatro del Parque (2000).
- La Basura (1996).
- Siete años de matrimonio (2013) Ana